# Putte Wickman

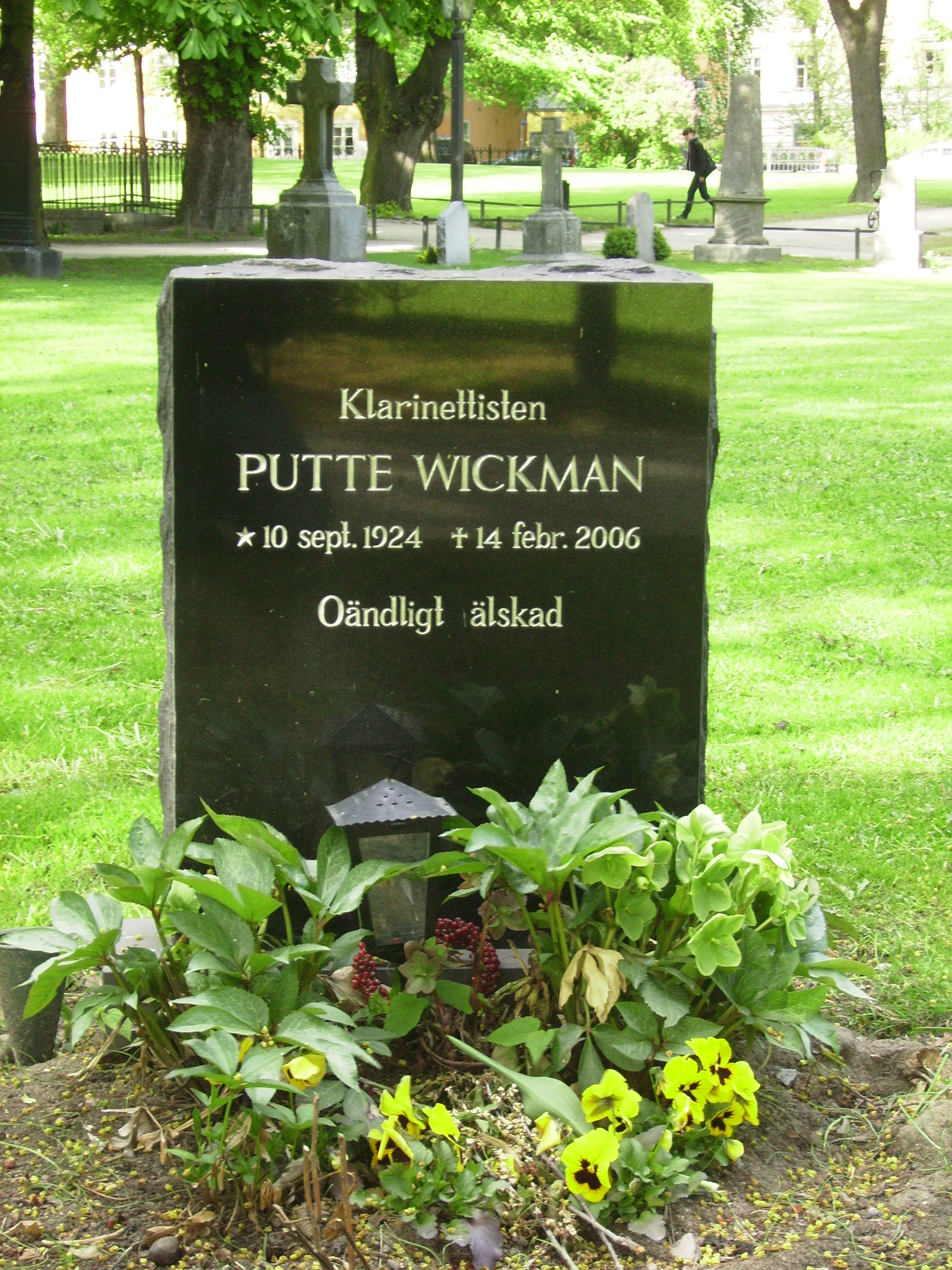
Graf van Putte Wickman

Putte Wickman, geboren als Hans Olof Wickman (Falun, 10 september 1924 – Grycksbo, 14 februari 2006) was een van de beste jazz-klarinetspelers ter wereld.

## Biografie
Wickman groeide op in Borlänge in Zweden. Zijn ouders hoopte dat hij advocaat zou worden en hij studeerde op het gymnasium in Stockholm. Toen hij in de hoofdstad arriveerde wist hij nog altijd niet was jazz was. Hij zei in interviews vele jaren later dat hij waarschijnlijk de enige vijftienjarige was die dat niet wist.
Hij kreeg van zijn moeder een klarinet als kerstcadeau. Dit bleek tot een omwenteling te zorgen in zijn leven. Zoals vele andere onderscheidende artiesten leerde Wickman zichzelf klarinet spelen en volgende nimmer klarinetlessen. In 1944 werd hij voor vakantiewerk aangesteld bij het Hassa Kahns-orkest. Artie Shaw en Benny Goodman waren de grote voorbeelden van de jonge Wickman. 
Hij werd leider van Stockholmse band Nalen en in 1945 noemde de nieuw opgerichte krant Expressen hem 's lands meest vooraanstaande klarinetspeler. Hij leidde elf jaar lang zijn eigen band. In 1959 maakte hij een tournee door Amerika, waar hij onder andere met Carnegie Hall optrad. 
In 1994 kreeg Wickman de Illis Quorum-medaille, vandaag de dag de hoogste onderscheiding die een Zweed van de Zweedse regering kan ontvangen. In 2005 ontving hij de Zweedse koninklijke onderscheiding "Litteris et Artibus". Wickman was lid van de Koninklijke Zweedse Musical Academie.
Hij was tot kort voor zijn dood nog altijd actief als muzikant en gaf nog elk jaar concerten. Zijn techniek en toon waren nog altijd zuiver alsmede zijn strakke pak met de witte zakdoek in zijn borstzak. 
Wickman was sinds 1957 getrouwd met Catrin Westerlund, die in 1982 stierf.

## Opnames
- 1969 - Putte Wickman & Sivuca (met Sivuca)
- 1969 - Putte Wickman Quartet - Lars Sjøsten/ Sture Nordin/ Pelle Hulten - The Sound of Surprise - Live at the Pawnshop -
- 1981 - Stockholm '81 (met John Lewis en Red Mitchell)
- 1984 - Slukefter blues (met John Lewis en anderen)
- 1985 - Four Leaf Clover
- 1987 - Wickman in Wonderland
- 1987 - Time to remember (met the Hal Galper Trio)
- 1988 - The very Tought of you (com Red Mitcehell)
- 1994 - North American Tour 1991
- 1995 - Happy together (met Domnérus)
- 1996 - The Sound of Surprise
- 1997 - Bewitched
- 1998 - Django d'or (met Babik Reinhardt en anderen)
- 1998 - Simple Isn't Easy: At The Stockholm Summer Jazz Festivals
- 1999 - The champs (met Buddy De Franco en Claes Crona Trio)
- 2004 - En sommarkonsert (met Jan Lundgren en Göran Fristorp)
- 2004 - We will always be together (met Jan Lundgren, Jesper Lundgaard en Alex Riel)
- 2004 - Putte 80 - Putte Wickman på Gazzell
- 2005 - An Intimate Salute to Frankie (Sinatra)